# Mariano Sabino Lopes

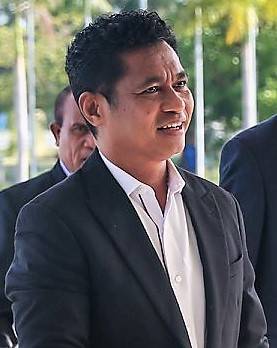
Mariano Sabino Lopes (2020)

Mariano Assanami Sabino Lopes (* 12. April 1975 in Luro, Portugiesisch-Timor) ist ein Politiker aus Osttimor. Er ist Vorsitzender der Partido Democrático (PD) und hat den akademischen Grad eines Agraringenieurs inne. Von 2007 bis 2015 war Sabino Minister für Landwirtschaft, Forstwirtschaft und Fischerei und von 2017 bis 2018 Staatsminister und Minister für mineralische Ressourcen. Seit 2023 ist Sabino stellvertretender Premierminister und koordinierender Minister für Angelegenheiten der ländlichen Entwicklung.

## Werdegang

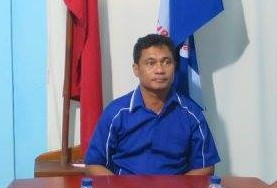
Mariano Sabino Lopes (2017)

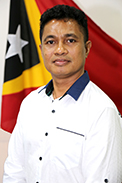
Mariano Sabino Lopes

Sabino ging in Pairara in die Grundschule. 1991 ging er an die Universität Brawijaya im indonesischen Malang. Hier schloss er sich der Resistência Nacional dos Estudantes de Timor-Leste RENETIL (Nationaler Widerstand der Studenten aus Timor-Leste) an. Sabino arbeitete unter anderem die Pläne zur Unterwanderung der Ikatan Mahasiswa dan Pelajar Timor Timur (IMPETTU) aus, der indonesisch-osttimoresischen Studentenvereinigung. Auch an den Botschaftsbesetzungen 1995 in Jakarta und Demonstrationen 1998 war er beteiligt.
Im April 1999, wenige Monate vor dem Unabhängigkeitsreferendum kehrten 850 Studenten von Indonesien|indonesischen Universitäten nach Osttimor zurück, um für die Unabhängigkeit zu werben. Organisiert wurde ihr Einsatz durch Sabino als Chef für „politischen Mobilisation“ des CNRT, der zu diesem Zeitpunkt stellvertretender Generalsekretär der RENETIL war und Chef von IMPETTU.
In der neugegründeten PD, die aus zahlreichen ehemaligen Mitgliedern der RENETIL besteht, wurde Sabino Generalsekretär. Von 2001 bis 2007 war er Abgeordneter im Nationalparlament Osttimors. Am 30. August 2007 wurde Sabino  Minister für Landwirtschaft, Forstwirtschaft und Fischerei im Kabinett von Premierminister Xanana Gusmão. Sabino sollte eigentlich bereits mit den ersten Kabinettsmitgliedern am 8. August eingeschworen werden, musste aber innerparteiliche Widerstände gegen ihn in der PD überwinden. Einige Mitglieder waren der Meinung, dass er bei den Koalitionsverhandlungen nicht genügend Rücksprache mit der politischen Kommission der Partei gehalten habe. Außerdem wurde die Häufung von PD-Mitgliedern aus dem Ostteil des Landes von Mitgliedern aus dem Westen kritisiert. Parteivorsitzender Fernando de Araújo unterstützte Sabino und drängte ihn, das Ministeramt anzunehmen. Seinen Sitz im Parlament musste Sabino den Regeln gemäß als Regierungsmitglied abgeben, trotz seiner Wahl über die Parteiliste 2007 und 2012.
Anfang August 2008 wurden Korruptionsvorwürfe gegen Sabino durch den osttimoresischen Ombudsmann für Menschenrechte erhoben. Trotzdem behielt Sabino sein Amt in der neuen Regierung ab dem 8. August 2012. Mit der Regierungsumbildung am 16. Februar 2015 schied Sabino aus seinem Ministeramt. Neuer Minister für Landwirtschaft und Fischerei wurde Estanislau da Silva von der FRETILIN.
Nach dem plötzlichen Tod von Parteivorsitzenden Fernando de Araújo übernahm zunächst der Vize Adriano do Nascimento, bis Sabino zum neuen Parteivorsitzenden bestimmt wurde.

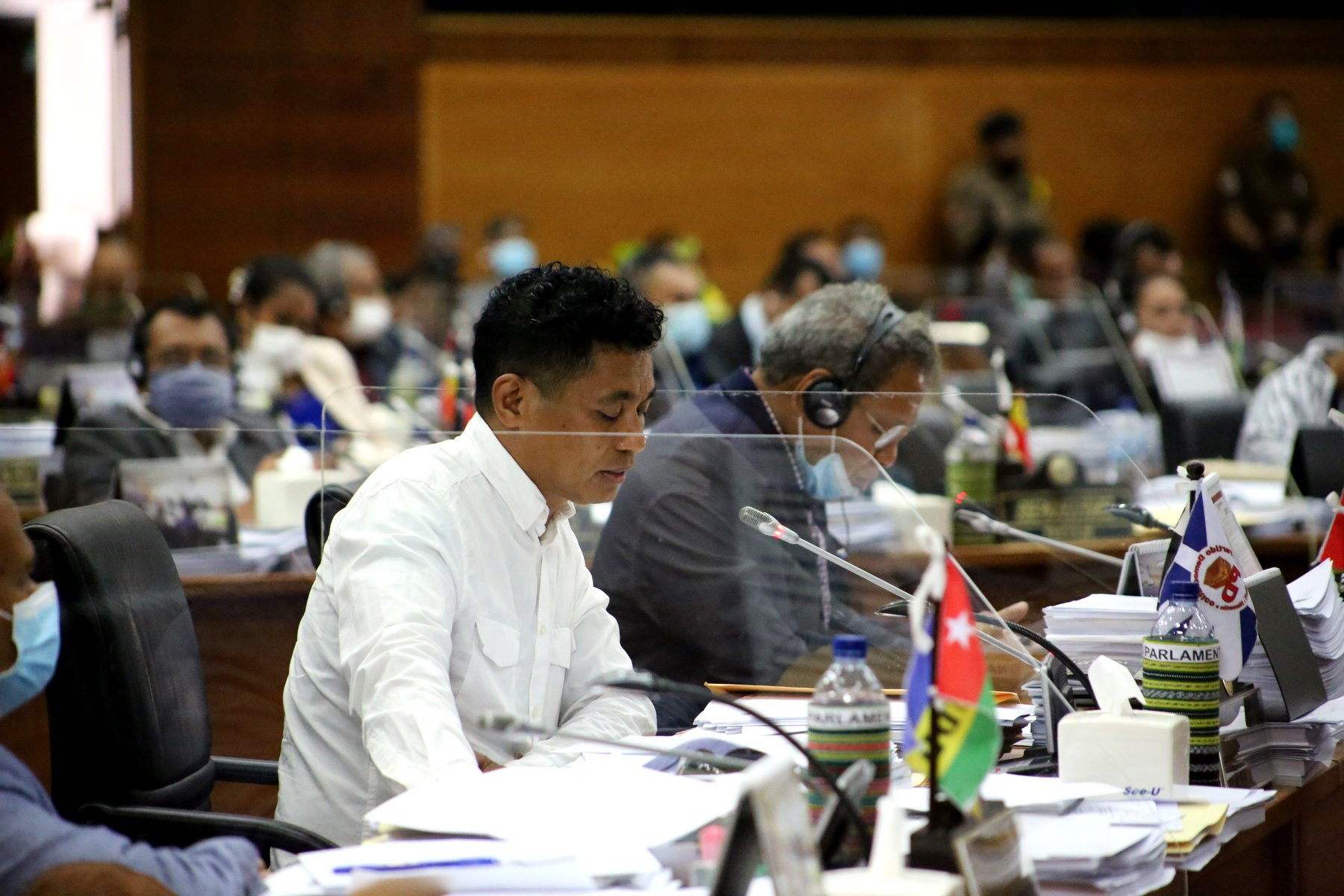
Mariano Sabino Lopes im Parlament (2020)

Im Oktober 2015 warf der osttimoresische Rechnungshof Sabino fehlerhaftes Verhalten in finanziellen Vorgehen vor, wodurch zwischen 2011 und 2014 ein Schaden von elf Millionen US-Dollar entstanden sein soll. Verträge zu Warenlieferungen und Dienstleistungen für das Ministerium sollen an Personen aus dem näheren Umfeld von Minister Sabino gegangen sein.
2017 gelang Sabino als Listenführer der PD bei den Parlamentswahlen der Wiedereinzug in das Nationalparlament. Am 3. Oktober wurde er zum Staatsminister und Minister für mineralische Ressourcen der VII. konstitutionellen Regierung Osttimors vereidigt. Da die Minderheitsregierung von PD und FRETILIN sich im Parlament nicht durchsetzen konnte, löste es Präsident Francisco Guterres auf und rief zu Neuwahlen auf. Sabino gelang bei der Neuwahl am 12. Mai 2018 auf Platz 1 der PD-Liste der erneute Einzug ins Parlament, wo die PD nun zur Opposition gehört. Er ist nun Mitglied der Kommission für Wirtschaft und Entwicklung (Kommission D). Seine Amtszeit als Minister endete mit Antritt der VIII. Regierung Osttimors am 22. Juni 2018.
Am 22. Januar 2022 bestimmte die PD auf einem Kongress Sabino zum Kandidaten der Partei für die Präsidentschaftswahlen 2022. Sabino schied in der ersten Runde der Wahlen aus. Er hatte 47.334 Stimmen (7,3 %) erhalten. Bei den Parlamentswahlen 2023 führte Sabino die Liste der PD wieder an und zog wieder in das Nationalparlament ein. Bereits in der ersten Sitzung des 6. Nationalparlament Osttimors verzichtete Sabino auf sein Mandat, da er am 1. Juli zum stellvertretenden Premierminister und koordinierender Minister für Angelegenheiten der ländlichen Entwicklung vereidigt wurde.

## Sonstiges
Der Kampfname von Lopes stammt aus dem Tetum. Assa bedeutet „Vogel“, Nami „Vater“.
Marianos Vater Mateus Sabino war Liurai von Luro. Mutter war Julieta Ribeiro.
2023 erhielt Lopes den Ordem de Timor-Leste.